# Pontoon Beach
Pontoon Beach is een plaats (village) in de Amerikaanse staat Illinois, en valt bestuurlijk gezien onder Madison County.

## Demografie
Bij de volkstelling in 2000 werd het aantal inwoners vastgesteld op 5620. In 2006 is het aantal inwoners door het United States Census Bureau geschat op 6051, een stijging van 431 (7,7%).

## Geografie
Volgens het United States Census Bureau beslaat de plaats een oppervlakte van 21,9 km², waarvan 21,2 km² land en 0,7 km² water.

## Plaatsen in de nabije omgeving
De onderstaande figuur toont nabijgelegen plaatsen in een straal van 12 km rond Pontoon Beach.